# Cinnamomum glanduliferum
Cinnamomum glanduliferum är en lagerväxtart som först beskrevs av Nathaniel Wallich, och fick sitt nu gällande namn av Christian Gottfried Daniel Nees von Esenbeck. Cinnamomum glanduliferum ingår i släktet Cinnamomum och familjen lagerväxter. Inga underarter finns listade i Catalogue of Life.